# Robert Ricard
Robert Ricard est un historien français né le 27 janvier 1900 à Paris et mort le 4 août 1984. Cet hispaniste s'est spécialisé dans l'étude de la Nouvelle-Espagne sous l'influence de Marcel Bataillon, notamment lors de son séjour à la Casa de Velázquez en 1918-1919. Il a été membre de l'Académie mexicaine de la langue.
Sa thèse La "Conquête spirituelle" du Mexique. Essai sur l'apostolat et les méthodes missionnaires des Ordres mendiants en Nouvelle-Espagne de 1523-24 à 1572, soutenue à la Sorbonne en 1933 devant Henri Hauser, est un ouvrage majeur sur les missionnaires au Mexique.

## Publications
- Études et documents pour l’histoire missionnaire de l’Espagne et du Portugal, Louvain, Aucam, 1931.
- La "Conquête spirituelle" du Mexique. Essai sur l'apostolat et les méthodes missionnaires des Ordres mendiants en Nouvelle-Espagne de 1523-24 à 1572, Institut d'ethnologie, 1933.

- Prix Jules-et-Louis-Jeanbernat de l'Académie française
- Une poétesse mexicaine du XVIIe siècle, Sor Juana Inés de la Cruz, Centre de documentation universitaire, 1954.
- Études sur l’histoire des Portugais au Maroc, Acta Universitatis Conimbringensis, 1955.
- Mazagan et le Maroc sous le règne du sultan Moulay Zidan, Geuthner, 1956.
- Études hispano-africaines, Instituto General Franco, 1956.
- Les sources inédites de l’histoire du Maroc, Geuthner, 1939-1956.
- L'évolution spirituelle de Pérez Galdos, Centre de documentation universitaire, 1961.
- Galdos et ses romans, Institut d’Études Hispaniques, 1961.
- Aspects de Galdos, PUF, 1963.
- Estudios de literatura religiosa española, Gredos, 1964.
- Études sur sainte Thérèse, Institut d’Études Hispaniques, 1968.
- Études sur l’histoire morale et religieuse du Portugal, Fondation Calouste Gulbenkian, 1970.
- Nouvelles études religieuses (Espagne et Amérique espagnole), Institut d’Etudes Hispaniques, 1973.